# Vitali Ielisséiev
Vitali Ielisséiev (rus: Виталий Михайлович Елисеев)  (Gandja, 26 de febrer de 1950) és un remer rus que va competir sota bandera de la Unió Soviètica durant les dècades de 1970 i 1980.
El 1980 va prendre part en els Jocs Olímpics d'Estiu de Moscou, on guanyà la medalla de plata en la prova del quatre sense timoner del programa de rem. Formà equip amb Valeri Dolinin, Aleksei Kamkin i Aleksandr Kulaguin.
En el seu palmarès també destaquen tres medalles al Campionat del Món de rem, dues d'or i una de plata en el quatre sense timoner, entre les edicions del 1977 i 1982.
Posteriorment exercí d'entrenador.